# Putnam megye (Illinois)
Putnam megye az Amerikai Egyesült Államokban, azon belül Illinois államban található. Megyeszékhelye Hennepin, legnagyobb városa Granville. Lakosainak száma 5637 fő (2020. április 1.). Putnam megye Bureau, LaSalle és Marshall megyékkel határos.

## Népesség
A megye népességének változása:
| Lakosok száma | 5994 | 5966 | 5876 | 5801 | 5644 | 5637 |
|               | 2010 | 2011 | 2012 | 2013 | 2015 | 2020 |